# جانغ داي إل
جانغ داي إل مواليد 9 مارس 1975 في إنتشون، هو لاعب كرة قدم كوري جنوبي دولي سابق كان يلعب كمدافع. سبق له أن لعب في كأس العالم لكرة القدم مع منتخب بلاده. لعب خلال مسيرته 69 مباراة سجل خلالها 5 أهداف.

## المسيرة الاحترافية

### أندية لعب لها
- نادي سونغنام
- نادي بوسان أي بارك

## روابط خارجية
- جانغ داي إل على موقع الاتحاد الدولي (مؤرشف)  (الإنجليزية)
- جانغ داي إل على موقع دوري كوريا الجنوبية (الإنجليزية)
- جانغ داي إل على موقع ناشيونال فوتبول تيمز (الإنجليزية)
- جانغ داي إل على موقع Soccerway.com (الإنجليزية)